# KKPK Medyk Konin
El Medyk Konin és un club femení de futbol de Konin que juga a l'Ekstraliga polonesa.
Va ser subcampió de l'Ekstraliga per primera vegada al 2003, i al 2005 va guanyar el seu primer títol, a la Copa. Des del 2014 ha dominat totes dues competicions amb tres doblets consecutius.

## Palmarès
- 3 Lligues de Polònia: 13/14 - 14/15 - 15/16
- 7 Copes de Polònia: 04/05 - 05/06 - 07/08 - 12/13 - 13/14 - 14/15 - 15/16

| 2014-15 | Sarajevo       | Glasgow City  |
| 2015-16 | Wexford Youths | Olympique Lió |
| 2016-17 | Olimpia Cluj   | ACF Brescia   |

- ¹ Fase de grups. Equip classificat pillor possicionat en cas d'eliminació o equip eliminat millor possicionat en cas de classificació.